# Galerita collaris
Galerita collaris es una especie de escarabajo de la familia Carabidae. Es conocida coloquialmente con el nombre de “catanga”, “juanita” o  “boticario".

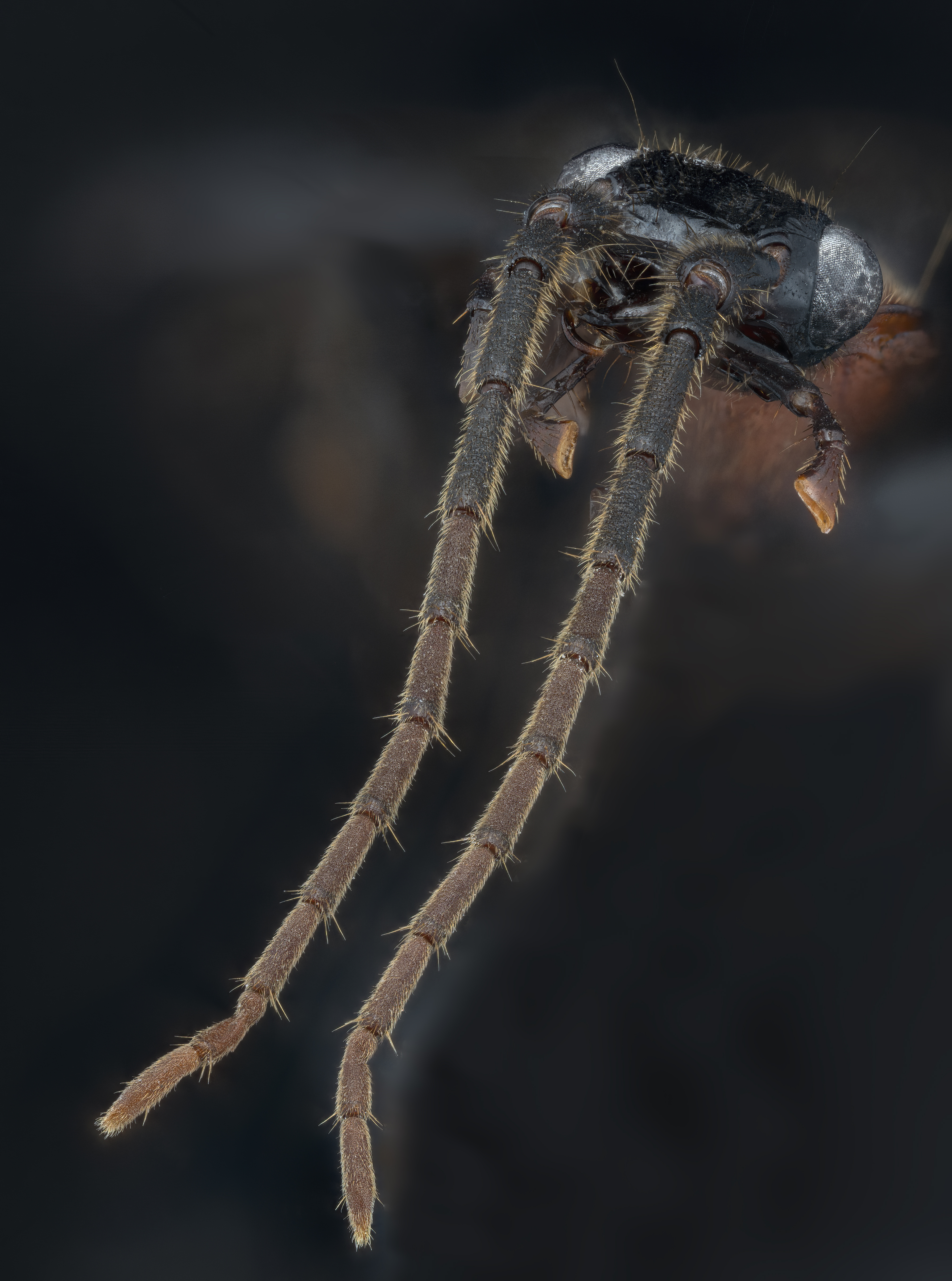
Escarabajo, Galerita collaris, frente

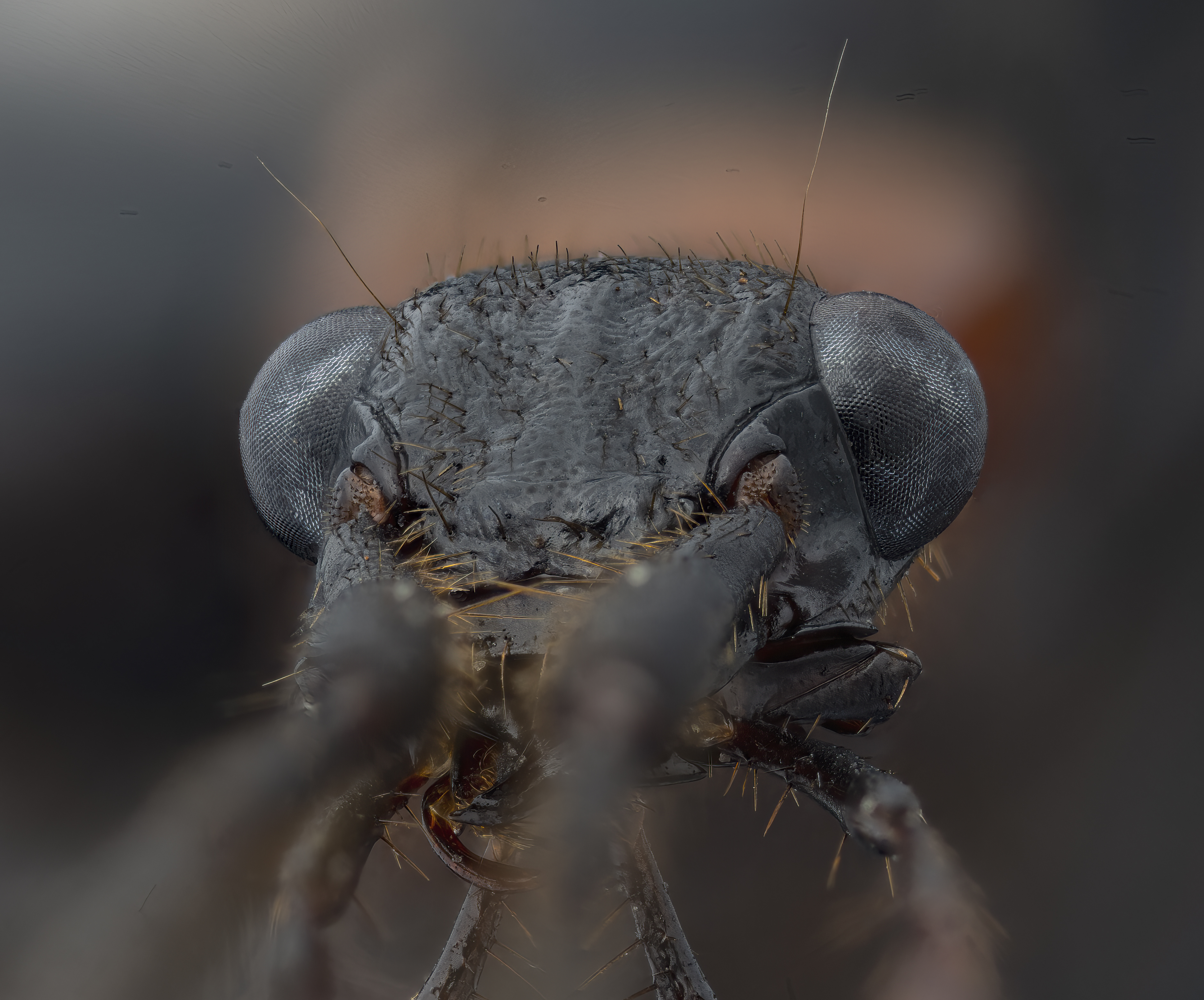
Ojos de Galerita collaris

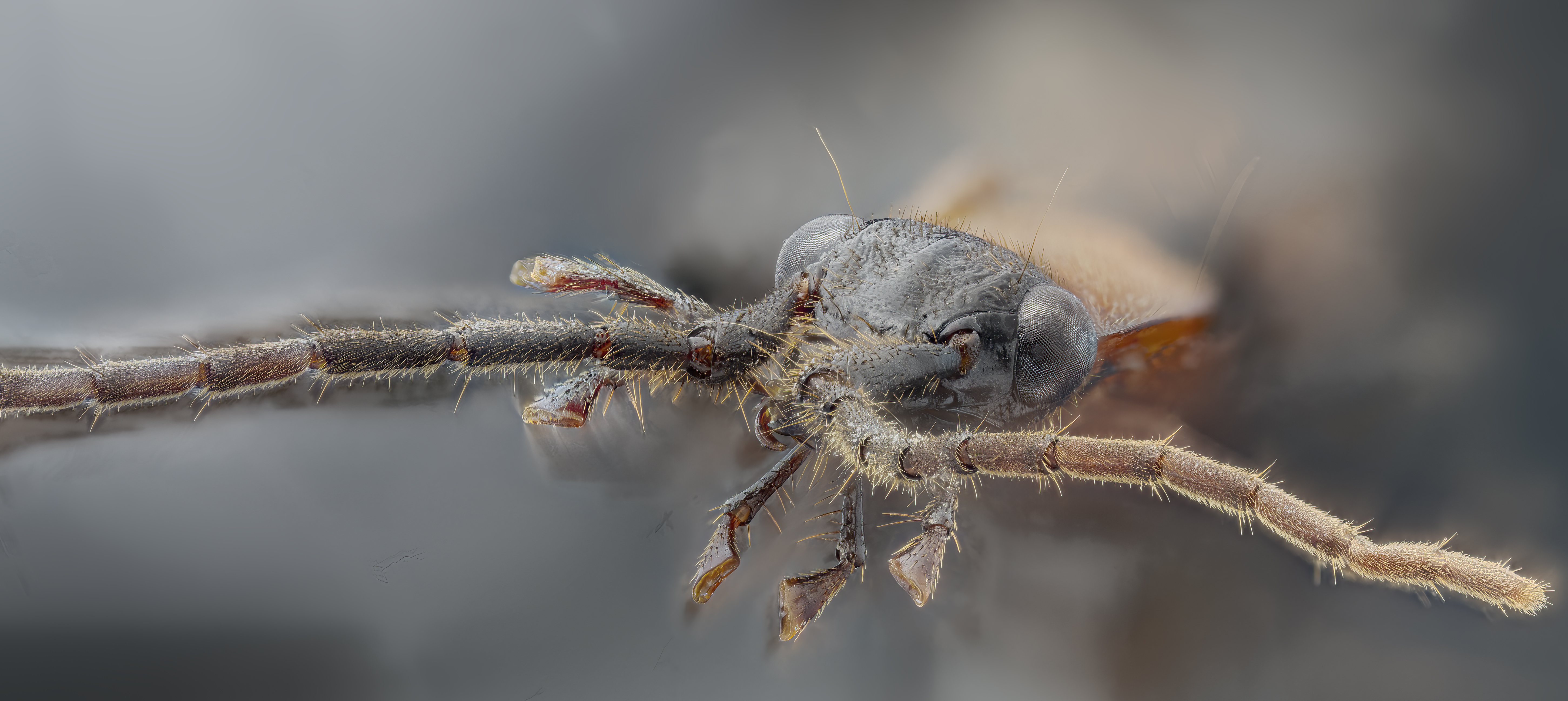
Cabeza de Galerita collaris

## Distribución geográfica
Se distribuye por Argentina, Bolivia, Brasil, Paraguay y Uruguay.